# John Holmes (brano musicale)
(Dal testo della canzone)
John Holmes (una vita per il cinema), spesso abbreviato in  John Holmes, è una celebre canzone degli Elio e le Storie Tese del 1987.

## Il brano musicale
Il pezzo narra vicende completamente inventate riguardanti l'attore pornografico John Holmes, e fu definito da Elio "la vera storia inventata della pornostar più amata". 
Scritto all'inizio degli anni '80, nel momento di massima popolarità del pornodivo, il brano, come dichiarato dal gruppo stesso, muove una critica nei confronti del mondo dell'hard, che in quell'epoca trasformava in idoli soggetti dalle dubbie capacità artistiche e recitative.    
La canzone fu pubblicata per la prima volta nel 1987 nell'LP Lupo Solitario, colonna sonora del programma televisivo omonimo. La versione originale presentava un arrangiamento leggermente diverso dalla versione successiva, realizzata nel 1989 per essere inserita nel loro primo album, Elio Samaga Hukapan Kariyana Turu.
Il brano è stato più volte rivisitato dal gruppo: nel 1997 fu pubblicato un remake del pezzo; questa versione è stata inclusa nella raccolta, uscita nello stesso anno, Del meglio del nostro meglio Vol. 1; nel 1998 venne pubblicata una versione cantata in lingua inglese della canzone, successivamente inclusa nell'album E.L.I.O., uscito solo negli USA; la base utilizzata per la versione inglese era la stessa del remake uscito l'anno precedente; nel 2009 la canzone è stata riarrangiata in chiave orchestrale ed è stata pubblicata sulla compilation Gattini.
È inoltre presente sulle tracklist di svariati album live del gruppo, tra cui Made in Japan (2001), Ho fatto due etti e mezzo, lascio? (2004) e Emozioni fortissime (2007).
Nella versione CD dell'album Elio Samaga Hukapan Kariyana Turu è stata inoltre aggiunta la traccia John Holmes (shidzu version), composta dalla parte strumentale di John Holmes (una vita per il cinema) e la voce della cantante giapponese Ayako Handa, che canta la canzone Ogi no Mato.